# 卡斯特隆伊什
卡斯特隆伊什是葡萄牙波尔图区的一个堂区。总面积3.94平方公里，总人口1413人，人口密度358.6人/平方公里。